# Parco nazionale Gesäuse
Il parco nazionale Gesäuse (in tedesco Nationalpark Gesäuse) è un parco nazionale austriaco che protegge molta parte del massiccio montuoso del Gesäuse nelle Alpi dell'Ennstal.
È uno dei parchi nazionali dell'Austria ed è stato istituito nel 2002. Copre un'area di 110 km².
Interessa i comuni Admont, Landl e Sankt Gallen.